# دروجبا (دانيلوفغراد)
دروزهبا (Дружба) هي مدينة في مقاطعة دانيلوفغراد في أوكرانيا.
يبلغ عدد سكانها حوالي 754 نسمة.